# Diocesi di Macri
La diocesi di Macri (in latino: Dioecesis Macrensis in Mauretania) è una sede soppressa e sede titolare della Chiesa cattolica.

## Storia
Macri, identificabile con Henchir-Remada nell'odierna Algeria, è un'antica sede episcopale della provincia romana della Mauritania Sitifense.
Sono solo due i vescovi documentati di Macri. Alla conferenza di Cartagine del 411, che vide riuniti assieme i vescovi cattolici e donatisti dell'Africa romana, partecipò per parte donatista il vescovo Massimo; la diocesi in quell'occasione non aveva un vescovo cattolico.
Segue il vescovo Emerito, il cui nome appare al 18º posto nella lista dei vescovi della Mauritania Sitifense convocati a Cartagine dal re vandalo Unerico nel 484; Emerito era già deceduto in occasione della redazione di questa lista.
Dal XVIII secolo Macri è annoverata tra le sedi vescovili titolari della Chiesa cattolica; dall'8 novembre 2023 il vescovo titolare è Joaquim Hudson de Souza Ribeiro, vescovo ausiliare di Manaus.

## Cronotassi

### Vescovi residenti
- Massimo † (menzionato nel 411) (vescovo donatista)

- Emerito † (menzionato nel 484)

### Vescovi titolari
- Matthieu Petit-Didier, O.S.B. † (2 dicembre 1726 - 17 giugno 1728 deceduto)
- Michał Remigiusz Łaszewski † (2 ottobre 1730 - 2 ottobre 1746 deceduto)
- Petrus de Glory † (14 luglio 1820 - 21 agosto 1821 deceduto)
- Hermann von Vicari † (24 febbraio 1832 - 30 gennaio 1843 nominato arcivescovo di Friburgo in Brisgovia)
- José Domingo Sanchez † (30 gennaio 1843 - 30 marzo 1882 deceduto)
- John Healy † (27 giugno 1884 - 2 agosto 1896 succeduto vescovo di Clonfert)
- Owen Patrick Bernard Corrigan † (29 settembre 1908 - 9 aprile 1929 deceduto)
- Frédéric-Joseph-Marie Provost, M.E.P. † (20 maggio 1929 - 27 settembre 1952 deceduto)
- Joseph Streidt † (3 agosto 1956 - 28 gennaio 1961 deceduto)
- Miguel d'Aversa, S.D.B. † (21 maggio 1962 - 26 maggio 1978 dimesso)
- Pablo Puente Buces † (18 marzo 1980 - 4 dicembre 2022 deceduto)
- Joaquim Hudson de Souza Ribeiro, dall'8 novembre 2023